# Muraltia aciphylla
Muraltia aciphylla är en jungfrulinsväxtart som beskrevs av Margaret Rutherford Bryan Levyns. Muraltia aciphylla ingår i släktet Muraltia och familjen jungfrulinsväxter. Inga underarter finns listade i Catalogue of Life.